# Kevin Sussman
Kevin Sussman (Staten Island, EUA, 4 de desembre de 1970) és un actor nord-americà conegut per interpretar el personatge de Stuart Bloom a la sèrie de televisió The Big Bang Theory.
Va estudiar interpretació durant un any al College of Staten Island i va continuar els estudis a The American Academy of Dramatic Arts fins a graduar-se l'any 1991. Posteriorment va estudiar quatre anys més d'interpretació amb Uta Hagen, i teatre a HB Studio de Nova York.
La seva primera aparició a la televisió va ser l'any 1996 a la sèrie Law & order de la cadena NBC. Pel que fa al cinema, va aparèixer per primer cop a la gran pantalla l'any 1999 amb la pel·lícula Liberty Heights del director Barry Levinson. Ha treballat amb alguns dels directors més destacats de Hollywood, com els Germans Coen, Steven Spielberg o Ang Lee.
Ha rebut el reconeixement del gran públic especialment a través de dos personatges: el de Walter a Ugly Betty i el de Stuart Bloom a The Big Bang Theory. Pel que fa a aquesta última, el personatge de Stuart hi apareix per primera vegada durant la segona temporada i es manté com a personatge secundari fins al final de la sèrie.

## Filmografia
- 1999: Liberty Heights de Barry Levinson: Alan Joseph Zuckerman
- 2000: Almost Famous de Cameron Crowe: Lenny
- 2001: Wet Hot American Summer de David Wain: Steve
- 2001: Kissing Jessica Stein de Charles Herman-Wurmfeld: noi de la calculadora
- 2001: A.I de Steven Spielberg: Supernerd
- 2002: Sweet Home Alabama d'Andy Tennant: Barry Lowenstein
- 2002: Changing Lanes de Roger Michell: Tyler Cohen
- 2002: Garmento de Michele Maher: Caesar
- 2002: Pipe Dream de John C. Walsh: James
- 2004: Little Black Book de Nick Hurran: Ira
- 2005: Hitch d'Andy Tennant: Neil
- 2006: For Your Consideration de Christopher Guest: director comercial
- 2006: Ira & Abby de Robert Cary: Lenny
- 2006: Funny Money de Leslie Greif: Denis Slater
- 2007: Heavy Petting de Marcel Sarmiento: Ras
- 2008: Insanitarium de Jeff Buhler: Dave
- 2008: Burn After Reading de Joel et Ethan Coen: Tuchman Marsh Man
- 2008: Made of Honor de Paul Weiland: home amb pantalons curts
- 2009: Taking Woodstock d'Ang Lee: Stan
- 2010: Killers de Robert Luketic: Mac Bailey
- 2010: Alpha and Omega d'Anthony Bell i Ben Gluck (animació): Shakey (veu)
- 2012: Freeloaders de Dan Rosen: Henry
- 2012: 2nd Serve de Tim Kirkman: Scott Belcher

### Televisió
- 1996: Law & Order: Joe
- 1998: Ghost Stories : Joey Howell
- 1999: Third watch: el noi de la tuba
- 2000: The Sopranos: Kevin
- 2003: Law & Order: criminal intent: Phil Hobart
- 2004: ER: Colin
- 2006 - 2007: Ugly Betty: Walter
- 2006: The Wedding Album (telefilm): Oswald
- 2007: Earl (My Name Is Earl): Dwayne
- 2008: The Middleman: Ivan Avi
- 2008: CSI: Crime Scene Investigation: Don
- 2008 : Sincerely, Ted L. Nancy (telefilm): Ted
- 2009-2019: The Big Bang Theory: Stuart Bloom
- 2010: The Mentalist: Phil Redmond
- 2010: The good guys: Skeeter
- 2010: Childrens Hospital: Daffy Giraffy
- 2012: Weeds : Terry Brennan
- 2013: Dark Minions (telefilm): Andy
- 2015: Wet Hot American Summer: First Day of Camp: Steve